# Lena Olin
Lena Maria Joanna Olin (Stockholm, Svédország, 1955. március 22. –) svéd színésznő.

## Élete
Olin egy háromgyermekes család legfiatalabb tagjaként született Stockholmban, egy svéd színésznő Britta Alice és egy svéd színész-énekes Stig Olin lányaként. Egyik testvére a népszerű svéd énekes Mats Olin. Lena éltanuló volt egyetemi diplomáját 4.9-es átlaggal szerezte meg.
1975-ben Olin-t Miss Skandináviának választották Helsinkiben. Színészi karrierje előtt kórházi nővérként is dolgozott, de az egyetemen gyógyszerészetet is tanult. Mikor úgy döntött életét a színjátszásnak szenteli beiratkozott a Svéd Nemzeti Dráma Akadémiára amit 1976-79 között végzett el. Ezután szerződött a Svéd Royal Dráma színházhoz, ahol több, mint egy évtizeden keresztül játszott (1980-1994). Ez idő alatt klasszikus Shakespeare darabokban játszott és kisebb szerepeket játszott elsősorban svéd filmekben, melyeket édesapja jóbarátja a svéd rendező legenda Ingmar Bergman rendezett.

## Karrierje
Filmes karrierje nem kezdődött szerencsésen, hiszen első filmes meghallgatásán olyan szégyenlős volt, hogy a rendező Bergman kihajította. Mégis megláthatott valamit a rendező Olinban, mert azt javasolta neki küzdje le félénkségét és kezdjen el színházi iskolába járni. Ezt Olin megfogadta és az iskola elvégzését követően a Svéd Nemzeti Színháznál többször is Bergmannal dolgozott együtt. Többek között színpadra vitték a Lear királyt, melyben Olin Cordeliát játszotta. A Nemzeti Színház társulatával beutazta Európát megfordult többek között Párizsban, Berlinben, Koppenhágában, Moszkvában és Oszlóban. A kritika lelkesen fogadta Olin alakítását és innentől kezdve csupa klasszikus szerepet kínáltak neki. Bulgakov Mester és Margarítájának főszerepét is eljátszotta illetve Bergman rendezésében a Miss Julie neurotikus Charlott-át keltette életre. Olin filmes debütálására 1984-ben került sor a Rehearsal-ban, melynek Bergman volt a rendezője. 1988-ban Daniel Day-Lewis partnereként láthatta a közönség Milan Kundera - A lét elviselhetetlen könnyűsége című regényének filmes adaptációjában. 
Ezután ő lett Európa elsőszámú színésznője. A film sikerei után megnyíltak előtte Hollywood kapui is. 1989-ben a Legjobb mellékszereplőnek járó Oscar-díjra jelölték az Ellenségek - Szerelmi történet című filmben nyújtott alakításáért, melyben egy holokauszt-túlélő szeretőjét játszotta. 1993-ban Olin főszerepet játszott a Rómeó vérzik (Romeo Is Bleeding) című filmben amelyet eddigi legextrémebb szerepének tart. Olin számos szerepet vissza utasított, amelyek aztán mozitörténelmet írtak. Például neki ajánlották fel a Macskanő szerepét a Batman visszatér-ben, amit visszautasított és végül Michelle Pfeiffer szerezte meg. Egyes pletykák szerint az alkotók neki szánták a Zongoralecke főszerepét, de ezt is visszadobta így Holly Hunter kapta meg. És végül az Elemi ösztön Catherine-ét is elutasította, a rendező ezt Sharon Stone-nak adta.
Olin 2000-ben tért vissza a film világába amikor honfitársa Lasse Hallström rendező szerepet adott neki a nagy sikerű Csokoládé című filmjében ahol Juliette Binoche volt a partnere. A film nagy siker volt 5 Oscar jelölést kapott. 2002-től Olin a televízióban tűnt fel a nagysikerű ABC szériában az Alias-ban, ahol Jennifer Garner orosz édesanyját Irina Derevkovát alakította. Ez volt az első amerikai TV-s szerepe és Emmy-díjra is jelölték a legjobb dráma sorozat mellékszereplő kategóriájában. Olin ráérzett az ex KGB-s ügynök szereprére, közte és sorozatbeli férje (Victor Garber) között szikrázott a levegő. Lena mégsem találta elég kihívásnak a szerepet, mert 2003-ban kiszállt a sorozatból, pedig a producerek epizódonként 100 000 USD gázsit ajánlottak neki. A hivatalos nyilatkozataiban azt mondta nem akar a családjától távol élni, hiszen a forgatások Los Angelesben zajlottak ő viszont New Yorkban élt. 2005 májusában a negyedik évadban két epizód erejéig mégis visszatért az Alias-ba. Majd az ötödik évadban 2005 decemberében és végül 2006-ban az utolsó hatodik évadban is szerepelt. Ezt követően rövid szerepet kapott az Oscar-jelölt film A felolvasó című drámában. Jelenleg több filmje is előkészületben van, mint például The Devil You Know and Daughter of the Queen of Sheba, amelyet Lasse Hallström rendez.

## Magánélete
1986-ban született meg első gyermeke August Ramberg, akinek az édesapja a svéd színész Örjan Ramberg, akivel több mint egy évtizedig élt együtt. Útjaik az 1980-as évek végén váltak külön. 1992-ben ismerkedett meg Lasse Hallström rendezővel majd 1994-ben összeházasodtak. 1995-ben született meg közös lányuk Tora. Hallström-nek szintén van egy gyermeke korábbi kapcsolatából az 1976-ban született Johann. Olin jelenleg férjével és gyermekeivel New Yorkban él. 2005-ben egy rövid időre visszatért Svédországba ahol a dán rendezővel Simon Staho elkészítette a Bang Bang Orangutang című punkzenei filmet melyben Iggy Pop volt a partnere.

## Filmográfia

### Film
| Év   | Magyar cím                       | Eredeti cím                       | Szerep                                      | Magyar hang    |
| ---- | -------------------------------- | --------------------------------- | ------------------------------------------- | -------------- |
| 1976 | Színről színre                   | Face to Face                      | bolti asszisztens (stáblistán nem szerepel) |                |
| 1977 | Tabu                             | Taboo                             | lány (stáblistán nem szerepel)              |                |
| 1978 | Picasso kalandjai                | Picassos äventyr                  | Dolores                                     |                |
| 1980 |                                  | Kärleken                          | Lena                                        |                |
| 1982 |                                  | Gräsänklingar                     | Nina                                        |                |
| 1982 | Fanny és Alexander               | Fanny and Alexander               | Rosa, fiatal cselédlány                     | Kiss Erika     |
| 1986 |                                  | Flucht in den Norden              | Karin                                       |                |
| 1986 |                                  | På liv och död                    | Nadja Melander                              |                |
| 1988 | A lét elviselhetetlen könnyűsége | The Unbearable Lightness of Being | Sabina                                      | Pikali Gerda   |
| 1988 |                                  | Friends                           | Sue                                         |                |
| 1989 |                                  | S/Y Glädjen                       | Annika Larsson                              |                |
| 1989 | Ellenségek – Szerelmi történet   | Enemies, A Love Story             | Masha                                       | Kéri Kitty     |
| 1990 | Havanna                          | Havana                            | Bobby Duran                                 | Für Anikó      |
| 1993 | Rómeó vérzik                     | Romeo Is Bleeding                 | Mona Demarkov                               | Vasvári Emese  |
| 1993 | Mr. Jones                        | Mr. Jones                         | Dr. Elizabeth Bowen                         | Kovács Nóra    |
| 1995 |                                  | The Night and the Moment          | márkiné                                     |                |
| 1996 | Manhattanre leszáll az éj        | Night Falls on Manhattan          | Peggy Lindstrom                             | Mics Ildikó    |
| 1998 |                                  | Polish Wedding                    | Jadzia                                      |                |
| 1998 | Hamilton parancsnok              | Hamilton                          | Tessie                                      | Fazekas Zsuzsa |
| 1999 | Mystery Men – Különleges hősök   | Mystery Men                       | Dr. Anabel Leek                             |                |
| 1999 | A kilencedik kapu                | The Ninth Gate                    | Liana Telfer                                | Básti Juli     |
| 2000 | Csokoládé                        | Chocolat                          | Josephine Muscat                            | Kiss Mari      |
| 2001 | Gyilkos összeesküvés             | Ignition                          | Faith Mattis bíró                           | Takács Kati    |
| 2002 | A kárhozottak királynője         | Queen of the Damned               | Maharet                                     | Kovács Nóra    |
| 2002 | Darkness – A rettegés háza       | Darkness                          | Maria                                       | Andresz Kati   |
| 2003 | A fiatalkorú                     | The United States of Leland       | Marybeth Fitzgerald                         | Spilák Klára   |
| 2003 | Hollywoodi őrjárat               | Hollywood Homicide                | Ruby                                        | Tóth Enikő     |
| 2005 | Casanova                         | Casanova                          | Andrea                                      | Básti Juli     |
| 2005 |                                  | Bang Bang Orangutang              | Nina                                        |                |
| 2007 | Éberség                          | Awake                             | Lilith Beresford                            | Kovács Nóra    |
| 2008 | A felolvasó                      | The Reader                        | Rose Mather                                 | Koffler Gizi   |
| 2008 | A felolvasó                      | The Reader                        | Ilana Mather                                | Kerekes Andrea |
| 2010 | Emlékezz rám                     | Remember Me                       | Diane Hirsch                                | Söptei Andrea  |
| 2012 | A hipnotizőr                     | Hypnotisören                      | Simone Bark                                 | Tóth Enikő     |
| 2013 |                                  | The Devil You Know                | Kathryn Vale                                |                |
| 2013 | Éjféli gyors Lisszabonba         | Night Train to Lisbon             | idősebb Estefânia                           | Incze Ildikó   |
| 2017 |                                  | Maya Dardel                       | Maya Dardel                                 |                |
| 2019 |                                  | The Artist's Wife                 | Claire Smythson                             |                |
| 2020 |                                  | Quad (Adam)                       | Yevgeina                                    |                |
| 2020 | A Jönsson banda                  | Se upp för Jönssonligan           | Anita                                       | Vándor Éva     |
| 2022 |                                  | Hilma                             | Hilma                                       |                |
| 2023 | Egy élet                         | One Life                          | Grete Winton                                |                |
| 2024 | A csaj, aki képben van           | Upgraded                          | Catherine Laroche                           | Vándor Éva     |
| 2024 | Az űrhajós                       | Spaceman                          | Zdena                                       | Kocsis Judit   |

### Televízió
| Év        | Magyar cím                               | Eredeti cím                       | Szerep                         | Megjegyzések                                    |
| --------- | ---------------------------------------- | --------------------------------- | ------------------------------ | ----------------------------------------------- |
| 2001      |                                          | Hamilton                          | Tessie                         | minisorozat (4 epizód)                          |
| 2002–2006 | Alias                                    | Alias                             | Irina Derevko                  | főszereplő (2. évad) vendégszereplő (4-5. évad) |
| 2010      | Esküdt ellenségek: Különleges ügyosztály | Law & Order: Special Victims Unit | Ingrid Block                   | 1 epizód                                        |
| 2014–2015 |                                          | Welcome to Sweden                 | Viveka Börjesson               | főszereplő                                      |
| 2016      | Bakelit                                  | Vinyl                             | Mrs. Fineman                   | 3 epizód                                        |
| 2017      | Mindhunter – Mit rejt a gyilkos agya     | Mindhunter                        | Annaliese Stilman              | 1 epizód                                        |
| 2017–2020 | Riviéra                                  | Riviera                           | Irina Atman                    | - főszereplő - magyar hangja: - Kovács Nóra     |
| 2020–2023 | Vadászok                                 | Hunters                           | Eva Braun-Hitler / Az ezredes  | - főszereplő - magyar hangja: - Kovács Nóra     |
| 2024      |                                          | The Darkness                      | Hulda Hermannsdóttir felügyelő | főszereplő                                      |

## Díjak, jelölések
- 2003 - Emmy-jelölés - a legjobb női epizódszereplő dráma sorozatban (Alias)
- 1990 - Oscar-jelölés - a legjobb női epizódszereplő (Ellenségek - Egy szerelem története)
- 1989 - Golden Globe-jelölés - a legjobb női epizódszereplő (A lét elviselhetetlen könnyűsége)